# A Divorce of Convenience
A Divorce of Convenience è un film muto del 1921 diretto da Robert Ellis.

## Trama
La frivola e fascinosa Tula Moliana, una bellezza spagnola, si trova ad avere a che fare contemporaneamente con due mariti. Cercando di liberarsi del primo, il senatore Wakefield, assume Jim Blake (il fidanzato di Helen, la figlia di Wakefield), con l'incarico di aiutarla a divorziare. Jim, però, si trova ben presto preso in una rete di equivoci e di situazioni ambigue che gli impediscono di chiarire la sua posizione con la fidanzata. Coinvolto in numerose avventure, viene persino minacciato di morte da un rivale geloso che perseguita Tula. Quando però Helen capisce cosa sta accadendo, la situazione si chiarisce e Tula accetta di ritornare accanto al primo - e legittimo - marito.

## Produzione
Il film fu prodotto dalla Selznick Pictures Corporation.

## Distribuzione
Il copyright del film, richiesto dalla Selznick Pictures Corp, fu registrato l'8 maggio 1921 con il numero LP16545.
Distribuito dalla Select Pictures Corporation, il film uscì nelle sale cinematografiche statunitensi nel maggio 1921.
Non si conoscono copie ancora esistenti della pellicola che viene considerata presumibilmente perduta.